# Indian Springs (Nevada)
Indian Springs is een plaats (census-designated place) in de Amerikaanse staat Nevada, en valt bestuurlijk gezien onder Clark County.
Bij Indian Springs ligt de Creech Air Force Base.

## Demografie
Bij de volkstelling in 2000 werd het aantal inwoners vastgesteld op 1302.

## Geografie
Volgens het United States Census Bureau beslaat de plaats een oppervlakte van 49,3 km², geheel bestaande uit land. Indian Springs ligt op ongeveer 966 m boven zeeniveau.

## Plaatsen in de nabije omgeving
De onderstaande figuur toont nabijgelegen plaatsen in een straal van 60 km rond Indian Springs.